# Torre del Rellotge (Barceloneta)
La Torre del Rellotge és antic far al moll de Pescadors del Port de Barcelona, catalogada com a bé cultural d'interès local. Dissenyat el 1772, va ser un dels primers fars del Mediterrani i ha esdevingut un símbol de tot el barri.

## Descripció
És una estructura formada per una base de planta quadrada i un peu de gran alçada que es remata amb un cos quadrat on s'ha posat el rellotge.
El cos inferior es configura com un gran basament de planta quadrada en forma de piràmide truncada, amb un revestiment que imita carreus de pedra i amb una porta en la cara més oriental que dona accés al cos on hi ha el rellotge. Aquest cos es remata amb un terrat pla que serveix de terrassa a la torre i que es va afegir quan es va transformar en rellotge. La porta es configura com un arc escarser que queda emmarcada per un altre arc de la mateixa tipologia i que crea una mena de fornícula. Aquest cos es remata amb una cornisa decorada a la cara inferior del voladís amb unes mènsules motllurades. A continuació es desenvolupa la base de la torre —també quadrada—- que disposa de dos parts clarament diferenciades i que és envoltada per una barana de ferro de barrots helicoïdals. Per una banda la part inferior, amb una estructura piramidal i una porta al mateix eix que la del pis inferior. Aquesta porta es remata amb un frontó triangular a sota del qual hi ha una placa de pedra amb la inscripció commemorativa de la construcció.
Separat per una petita motllura, a continuació d'aquest cos inferior es desenvolupa la torre pròpiament dita, amb quatre cares a les que s'obren unes finestres que donen llum a l'escala interior. Dues de les cares (on hi ha la porta i l'afrontada a aquesta) disposen d'una finestra al tram central del frontis, mentre que els altres dues cares disposen de dues obertures, l'inferior de més alçària però ambdues rematades amb una mena de guardapols en voladís i muntants motllurats.
Tot rematant aquest cos es desenvolupa el volum quadrat on hi ha el rellotge de quatre cares, que permet així ser observable des de qualsevol punt del port. Aquest cos es remata amb una cúpula i una estructura metàl·lica decorada que culmina amb un parallamps.

## Història

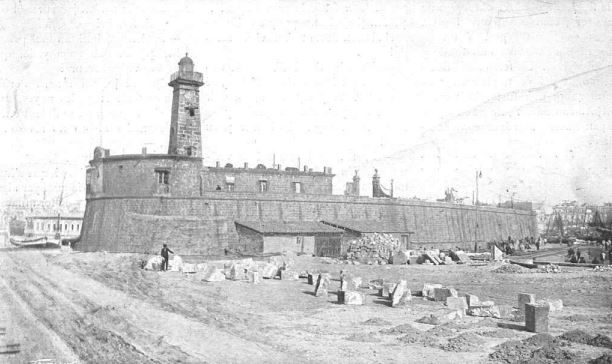
Antiga Capitania del Port, amb el far

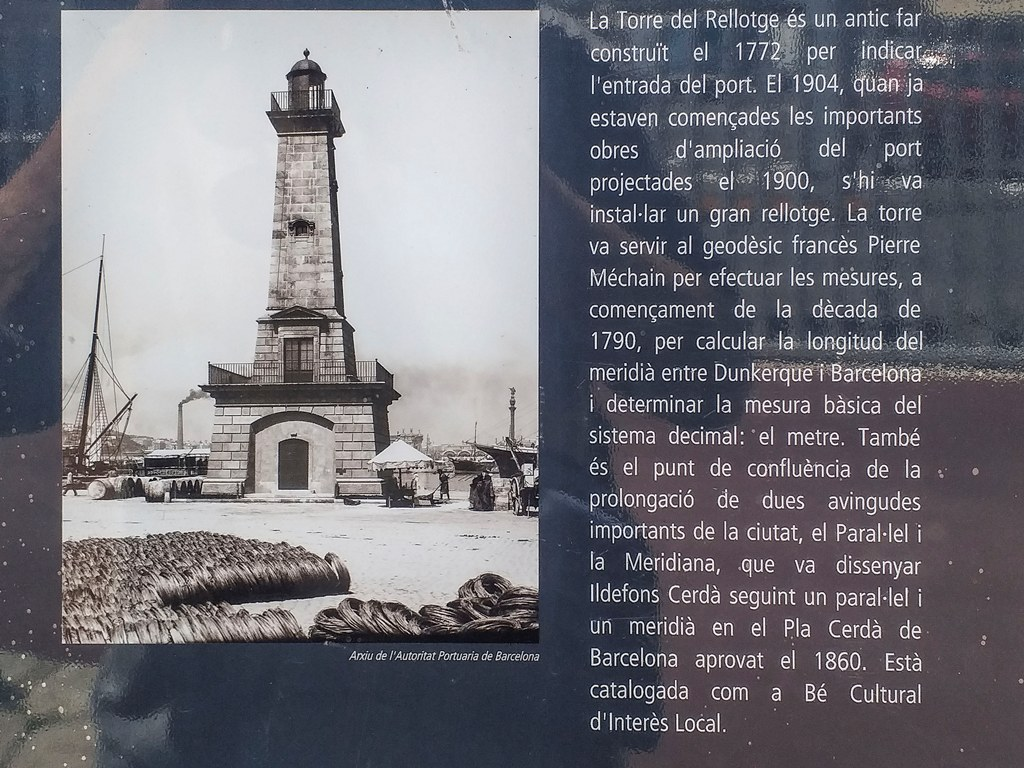
Placa commemorativa per determinar la mesura del metre

L'any 1743, l'enginyer Joris Prosper Van Verboom va fer un projecte d'ampliació del Port de Barcelona on, al final del braç de ponent, hi va col·locar un far per a dirigir l'entrada de vaixells. Aquest va ser objecte d'uns quants projectes (alguns de força monumental), i finalment es va construir el 1772 quan el moll de Ponent va ser acabat. A més, el moll allotjava el despatx de passaports, el control sanitari, la Comandància de Marina i la caseta dels pràctics.
El far va ser un dels punts geodèsics de l'astrònom francès Pierre François André Méchain (1744-1804) per calcular la longitud del meridià entre Dunkerque i Barcelona i prendre les mides que van servir de base del sistema mètric decimal.
Com a conseqüència de l'ampliació del port el 1904, el far es va traslladar a Montjuïc i la torre, ara sense funció, no es va enderrocar i es va conventir en una torre rellotge.